# ميخائيل إس. روث
ميخائيل إس. روث (بالإنجليزية: Michael S. Roth)‏ هو أكاديمي أمريكي، ولد في 8 أبريل 1957 في بروكلين في الولايات المتحدة.